# Hardcore for the Masses Vol. 2
Hardcore for the Masses Vol. 2 är ett samlingsalbum med blandade artister, utgivet på Burning Heart Records 1994.

## Låtlista
1. Randy - "The War on a Layer of My Tooth"
2. Mary Beats Jane - "Coca-Cola Report"
3. Ashram - "Mood"
4. Dia Psalma - "We Love You"
5. No Fun at All - "Growing Old, Growing Cold"
6. Uncurbed - "No Respect"
7. Fireside - "Trowstar"
8. Union - "Verbal Bullets"
9. Teddybears - "Blockhead"
10. De lyckliga kompisarna - "Haze"
11. Tribulation - "Worship the Hole"
12. Potlatch - "Girlburn"
13. Stukas - "Scary"
14. Refused - "The Real"
15. Hux Flux - "Ain't It Funny"
16. Sober - "Sick and Tired"
17. Breach - "Potential Failure"
18. Pre Historic - "I Found Jesus"
19. Satanic Surfers - "Satanic Surfers"
20. 59 Times the Pain - "Feeling Down"
21. Radioaktiva räker - "Betongrosor"
22. Millencolin - "Disney Time"
23. Lisa G. Head - "Chill Out in Hell"
24. Charta 77 - "Silence Is Golden"

### Fotnoter
1. ↑  ”Hardcore for the Masses Vol. 2”. Svensk mediedatabas. https://smdb.kb.se/catalog/search?q=Hardcore+for+the+Masses+Vol.+2&x=29&y=8. Läst 14 april 2012.